# Paron
Paron ist eine französische Gemeinde mit 4855 Einwohnern (Stand: 1. Januar 2022) im Département Yonne in der Region Bourgogne-Franche-Comté. Paron gehört zum Arrondissement Sens und zum Kanton Sens-2. Die Einwohner werden Paronnais genannt.

## Geographie
Paron liegt am Fluss Yonne und ist eine banlieue von Sens. Umgeben wird Paron von den Nachbargemeinden Saint-Martin-du-Tertre im Norden, Sens im Osten und Nordosten, Gron im Südosten, Collemiers im Süden, Subligny im Südwesten, Villeroy im Westen und Nailly im Nordwesten.

## Bevölkerungsentwicklung
| Jahr      | 1881 | 1962 | 1968 | 1975 | 1982 | 1990 | 1999 | 2006 | 2011 |
| Einwohner | 440  | 1223 | 1783 | 2747 | 3889 | 4537 | 4845 | 4517 | 4442 |

## Sehenswürdigkeiten

Kirche von Paron

- Kirche von Paron
- Schloss von Paron

## Persönlichkeiten
- Edith Bonlieu (1934–1995), Skirennläuferin